# NGC 5080
NGC 5080 (другие обозначения — MCG 2-34-7, ZWG 72.46, NPM1G +08.0323, PGC 46440) — галактика в созвездии Дева.
Этот объект входит в число перечисленных в оригинальной редакции «Нового общего каталога».